# Josep Orlandis Rovira
José Orlandis i Rovira (Palma (Mallorca), 29 d'abril de 1918 - 24 de desembre de 2010) fou un historiador, jurista i prevere mallorquí que destacà per les seves investigacions sobre la història de l'Església Catòlica i la cultura i les institucions dels visigots.

## Biografia
Nascut en una família de classe alta de Mallorca amb orígens a la ciutat italiana de Pisa, va viure a Mallorca fins a la guerra civil espanyola. Doctorat en dret per la Universitat de Madrid, el 1942 va obtenir per oposició la càtedra d'Història General del Dret Espanyol de la Universitat de Múrcia. El 1945 es traslladà a la Universitat de Saragossa, on exercí de professor i vicedegà de la Facultat de Dret. Ordenat sacerdot de l'Opus Dei el 1949, a finals del 1969 es traslladà a Pamplona on fou catedràtic i primer degà de la Facultat de Dret Canònic i creador i primer director de l'Instituto de Historia de la Iglesia de la Universitat de Navarra. Entre 1969 i 1982, va mantenir una estreta relació epistolar amb l'historiador Claudio Sánchez Albornoz, que en aquell moment estava a l'exili a l'Argentina, i que ocupà diversos càrrecs institucionals després de la guerra civil espanyola, com el de cap dels governs republicans a l'exili des del 1962 fins al 1970.

## Llibres publicats
És autor de llibres relacionats amb els visigots com Huellas visigòticas en el derecho de la Alta Edad Media (1944), El poder real y la sucesión al trono en la monarquía visigoda (1962) i La Iglesia en la España visigótica y medieval (1976), entre d'altres. També publicà llibres més generals com Historia de la Iglesia: la Iglesia antigua y medieval (1998) i Historia breve del cristianismo (1999), entre d'altres. També en publicà alguns de temàtica espiritual, com La aventura de la vida eterna (2005). El 1999, fou investit acadèmic de l'Acadèmia Mallorquina d'Estudis Genealògics, Heràldics i Històrics i el 2006 rebé el Premi Ramon Llull del Govern de les Illes Balears.
- La vocación cristiana del hombre de hoy
- El espíritu de verdad,
- Los signos de los tiempos
- Historia y espíritu
- La iglesia católica en la segunda mitad del s. XX
- La Iglesia Antigua y Medieval
- La Historia breve del cristianismo (1983)
- La época visigoda (1977)
- El Pontificado Romano en la Historia (1996)
- La aventura de la vida eterna (2005).